# Giải vô địch bóng đá trẻ châu Á 1985
Giải vô địch bóng đá trẻ châu Á 1985 diễn ra tại Abu Dhabi, Các Tiểu Vương quốc Ả Rập Thống nhất.  Trung Quốc vô địch giải đấu lần đầu tiên trong lịch sử.

## Vị trí chung cuộc
| Đội         | ST | T | H | B | BT | BB | HS  | Đ |
| ----------- | -- | - | - | - | -- | -- | --- | - |
| Trung Quốc  | 3  | 2 | 1 | 0 | 5  | 3  | +2  | 5 |
| Ả Rập Xê Út | 3  | 1 | 2 | 0 | 8  | 5  | +3  | 4 |
| UAE         | 3  | 1 | 1 | 1 | 9  | 4  | +5  | 3 |
| Thái Lan    | 3  | 0 | 0 | 3 | 3  | 13 | −10 | 0 |

### Kết quả
| Trung Quốc | 1 – 0 | UAE |
| ---------- | ----- | --- |
| Gao Hongbo |       |     |

| Ả Rập Xê Út | 4 – 1 | Thái Lan |
| ----------- | ----- | -------- |
|             |       |          |

| Trung Quốc | 2 – 2 | Ả Rập Xê Út |
| ---------- | ----- | ----------- |
| Gao Hongbo |       |             |

| UAE | 7 – 1 | Thái Lan |
| --- | ----- | -------- |
|     |       |          |

| Trung Quốc | 2 – 1 | Thái Lan |
| ---------- | ----- | -------- |
| Gao Hongbo |       |          |

| UAE | 2 – 2 | Ả Rập Xê Út |
| --- | ----- | ----------- |
|     |       |             |

## Vô địch
| Giải vô địch bóng đá trẻ châu Á 1985 |
| ------------------------------------ |
| · Trung Quốc · Lần đầu tiên          |

- Trung Quốc,  Ả Rập Xê Út tham dự Giải vô địch bóng đá trẻ thế giới 1985.